# Dirck Santvoort
Dirck Dirckszoon van Santvoort (Amsterdam, 1610 circa – Amsterdam, 1680) è stato un pittore olandese.

## Biografia

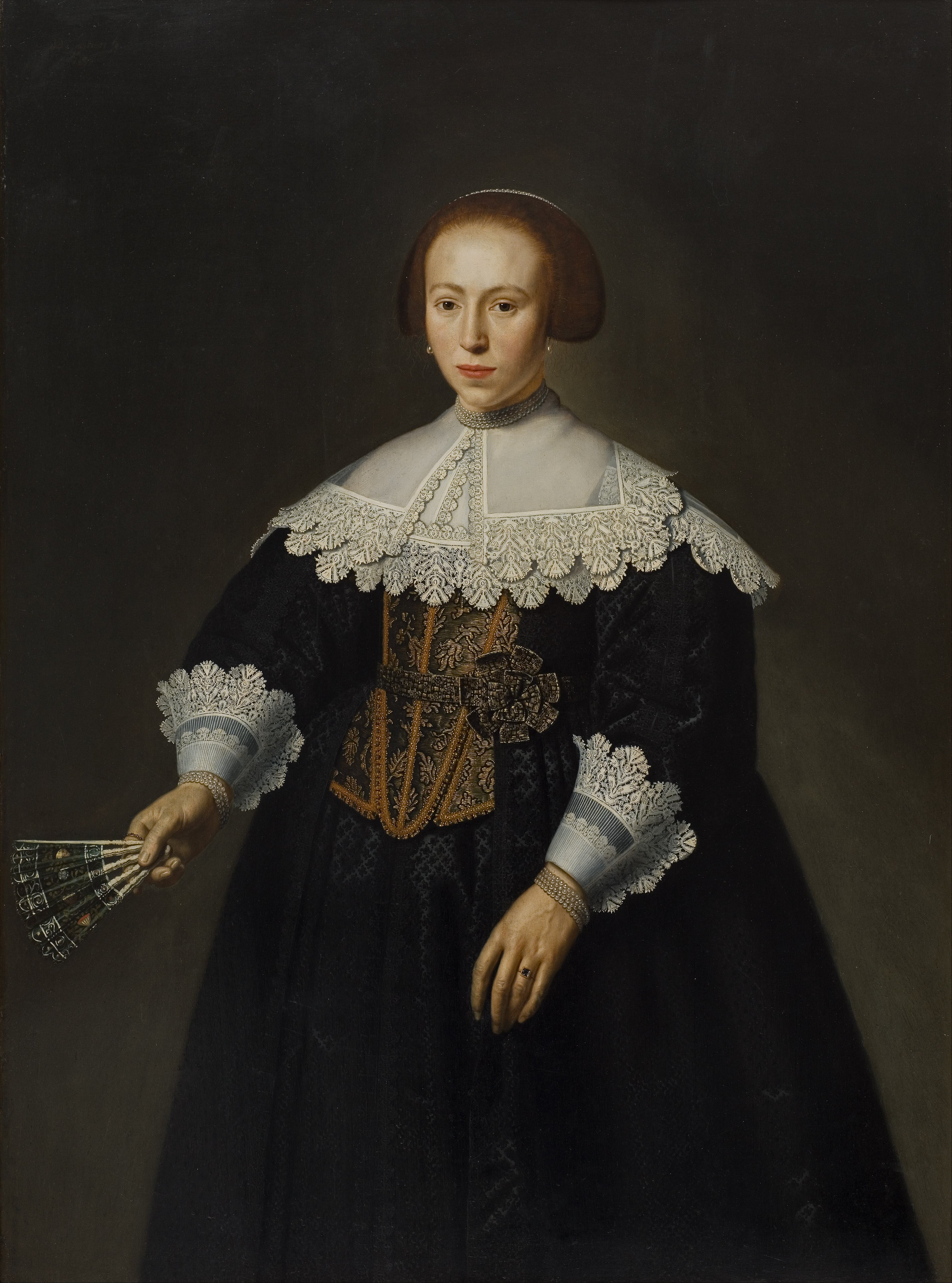
Ritratto di gentildonna, Auckland Art Gallery, 1639, Auckland

Talvolta scritto anche Zantvoort, era membro di una importante famiglia di pittori: suo padre era Dirck Pietersz. Bontepaert e da parte di madre era nipote di Pieter Pietersz e bis-nipote di Pieter Aertsen. Suo fratello maggiore, Pieter Dircksz. Santvoort, era un noto paesaggista.
Probabilmente ricevette la formazione da suo padre, il cui lavoro è totalmente scomparso. 
A partire dal 1630 circa in poi Amsterdam godette di una rapida crescita economica, che creò una forte domanda di ritratti sempre più redditizia per ritrattisti specializzati come Nicolaes Eliaszoon Pickenoy, Thomas de Keyser e, naturalmente, Rembrandt. Verso il 1635 Santvoort iniziò come ritrattista indipendente, impiegando uno stile sobrio dalle composizioni dai colori brillanti. A quel tempo divenne anche il principale pittore di ritratti di bambini di Amsterdam. Sebbene visse fino a quasi settant'anni, la carriera pittorica di Santvoort, sebbene prolifica, copre solo un periodo di circa 10 anni, dal 1635 al 1645, quando sembra aver abbandonato del tutto la pittura, poiché non sono note sue opere datate successivamente. Negli ultimi anni la conoscenza diretta con Rembrandt lo portò ad utilizzare toni scuri, rendendo i suoi dipinti molto eleganti nelle definizioni dei particolari. Anche nei rari dipinti di carattere religioso si può notare l'influsso di Rembrandt.

### Opere
- Bambina vestita di nero con guanti e cane, 1632, Collezione privata
- Ragazza in costume da pastorella, 1632, Rotterdam, Museo Boijmans Van Beuningen
- Ragazzo in costume da pastore, 1632, Rotterdam, Museo Boijmans Van Beuningen
- Cena in Emmaus, 1633, Parigi, Museo del Louvre
- Le reggenti dello Spinhuis di Amsterdam, 1638, Amsterdam, Rijksmuseum
- Ritratto di gentildonna, 1639, Auckland, Auckland Art Gallery
- Ritratto di Geertruyt Spiegel con un fringuello, 1639, Londra, National Gallery
- Parabola dell'ospite indegno al matrimonio, 1640 ca., Utrecht, Museo Catharijneconvent
- Ritratto di Elias van Cuelen, 1643. Collezione privata
- Ritratto di Otto van Vollenhoven con la moglie e la figlia, 1644, Amsterdam, Nederlands Scheepvaartmuseum

#### Opere attribuite
- Paesaggio invernale con figure, data ignota, Collezione privata